# Chaszczak oliwkowy
Chaszczak oliwkowy (Nesillas mariae) – gatunek małego ptaka z rodziny trzciniaków (Acrocephalidae). Występuje endemicznie na Mohéli w archipelagu Komorów.
Monotypowy. Długość ciała wynosi 15–16 cm, masa ciała 14–17 g. Środowiskiem życia chaszczaków oliwkowych są lasy wiecznie zielone, odnotowywane były powyżej 500 m n.p.m. Żywią się chrząszczami, niewielkimi mrówkami, pajęczakami, okazjonalnie nasionami. Jeden raz odnotowano gniazdo 9 m nad ziemią na mango (Mangifera), poza tym brak informacji o rozrodzie.
Status
IUCN od 2021 roku uznaje chaszczaka oliwkowego za gatunek zagrożony (EN, Endangered); wcześniej był on klasyfikowany jako gatunek najmniejszej troski (LC, Least Concern). Liczebność populacji nie została oszacowana, ale ptak ten opisywany jest jako pospolity. Trend liczebności populacji uznawany jest za spadkowy ze względu na wylesianie.